# Bertalan Dunay
Bertalan Dunay (ur. 29 października 1877 w Szárazberencs, zm. 1 marca 1961 w Budapeszcie) – szermierz (szablista i florecista) reprezentujący Królestwo Węgier, uczestnik letnich igrzysk olimpijskich w 1912 roku.
Jego syn Pál Dunay również był szermierzem, olimpijczykiem z 1936 i 1948.